# Pandora Spire
Pandora Spire är en bergstopp i Antarktis. Den ligger i Östantarktis. Nya Zeeland gör anspråk på området. Toppen på Pandora Spire är 1 670 meter över havet, eller 520 meter över den omgivande terrängen. Bredden vid basen är 4,7 km.
Terrängen runt Pandora Spire är varierad. Trakten är obefolkad. Det finns inga samhällen i närheten.